# Karl Kindsmüller
Karl Kindsmüller (* 9. April 1876 in Poikam, heute zu Bad Abbach; † 26. August 1955 in Regensburg) war ein deutscher katholischer Kirchenmusiker, Priester und Gymnasiallehrer.

## Leben
Karl Kindsmüller war der Sohn eines Hauptschullehrers und wuchs in Egglfing bei Köfering auf. Er erhielt seine Ausbildung an der Kirchenmusikschule Regensburg, wo er vermutlich Schüler von Franz Xaver Haberl, Domkapellmeister Franz Xaver Engelhart und Stiftschorregent Michael Haller war. Am 10. Juni 1900 wurde er zum Priester geweiht und feierte anschließend seine Primiz in Lam. Bis 1902 wirkte er als Katechet in Deggendorf, anschließend als Präfekt am Studienseminar St. Wolfgang im Stift Obermünster. 1909 wurde er zum Gymnasialprofessor am Neuen Gymnasium Regensburg ernannt. Diese Stelle übte er bis zu seiner Pensionierung aus. Daneben unterrichtete er als Dozent an der Kirchenmusikschule Regensburg, ab 1905  zunächst Kontrapunkt und Harmonielehre, ab 1911 praktische Liturgik und von 1931 bis 1955 Kirchenlatein.
Kindsmüller komponierte das Kirchenlied Segne du, Maria auf einen Text von Cordula Wöhler.

## Werke
- Gaude Fulda! für 4-stimmigen Männerchor und Orgel zum Bonifatiusjubiläum 1905 in Fulda, DNB 1003636306
- Segne du, Maria, Text: Cordula Wöhler
- Zur Friedenskönigin : Mutter, friedlos irrt die Welt, DNB 1003632041
- Mutter, o segne mich : Marienlied für 4stg. gem. Chor ; op. 62 DNB 35027472X
- Jesukindlein komm zu mir RISM ID: 1001078034/RISM ID: 454005251
- Morgengruß an das Jesukind RISM ID: 454010044
- O Jesulein klein, o Jesulein süß RISM ID: 454011206/RISM ID: 454002582/RISM ID: 454010045
- Kriegsgebet für einstimmigen Volkschor mit Orgelbegleitung (1915) RISM ID: 1001167946